# Минибаев, Виктор Эдуардович
Ви́ктор Эдуа́рдович Миниба́ев (род. 18 июля 1991, Электросталь, Московская область) — российский прыгун в воду. Специализируется в прыжках с 10-метровой вышки (индивидуальных и синхронных). Бронзовый призёр Олимпийских игр 2020 года, многократный призёр чемпионатов мира, семикратный чемпион Европы, многократный чемпион России.

## Спортивная карьера

### 2008
На Кубке России 2008 года в прыжках с 10-метровой вышки Виктор стал серебряным призёром, уступив своему партнёру по синхрону Илье Захарову.

### 2009
На чемпионате России 2009 года в паре с Ильёй Захаровым  выиграл золото в синхронных прыжках с вышки.
В паре с ним же в синхроне с трамплина стал победителем первенства Европы по прыжкам в воду среди юношей и юниоров в Будапеште (Венгрия).

### 2010
На турнире «Весенние ласточки» Виктор одержал две победы: в индивидуальных прыжках с вышки и в синхронных с Захаровым. 
В Ростоке на этапе Гран-при по прыжкам в воду Минибаев и Захаров заняли третье место в синхронных прыжках с вышки, набрав 415,50 баллов.
В Чанчжоу (Китай) на Кубке мира по прыжкам в воду в синхронных прыжках с вышки Виктор и Илья заняли второе место, уступив только китайцам Цао Юаню и Чжан Янгуану 7,56 балла.
На чемпионате России 2010 года в паре с Захаровым стал победителем в синхронных прыжках с вышки. По результатам чемпионата был включён в состав сборной на чемпионат Европы, где в этой же дисциплине в паре с Захаровым выиграл серебряные медали.
Приказом министра спорта России № 37-нг от 30.03.2015 удостоен почётного звания заслуженный мастер спорта России .

### 2021
В мае 2021 года, на чемпионате Европы по водным видам спорта, который состоялся в Венгрии, Виктор в составе команды России, в командных соревнованиях, завоевал золотую медаль турнира. В паре с Екатериной Беляевой в миксте в прыжках с вышки он стал бронзовым призёром чемпионата. В синхронных прыжках с вышки Виктор завоевал серебряную медаль. В индивидуальных прыжках с вышки, с результатом 530.05 стал бронзовым призёром. 

## Награды
- Медаль ордена «За заслуги перед Отечеством» II степени (11 августа 2021 года) — за большой вклад в развитие отечественного спорта, высокие спортивные достижения, волю к победе, стойкость и целеустремленность, проявленные на Играх XXXII Олимпиады 2020 года в городе Токио (Япония)[5].

## Интервью
- Виктор Минибаев: в детстве выделялся среди всех ребят (недоступная ссылка)
- Виктор Минибаев: я люблю футбол, болею за ЦСКА (недоступная ссылка)
- Виктор Минибаев: «Мечтаю об олимпийском золоте» (недоступная ссылка)